# Micromeria varia
Espèce
Classification phylogénétique
Micromeria varia est une espèce de plantes de la famille des Lamiaceae. On la trouve sur les îles Canaries et au Cap-Vert.